# عبد الكريم زيدان
عبد الكريم زيدان العاني (1921 - 2014 م)، فقيه عراقي من علماء أهل السنة في العراق، وأحد علماء أصول الفقه والشريعة الإسلامية، ومراقب عام سابق لجماعة الإخوان المسلمين في العراق ووزير أوقاف عراقي سابق عام 1968 م.

## نشأته وتعليمه
ولد عبد الكريم زيدان بهيج العاني في بغداد بجانب الكرخ في منطقة سوق حمادة وذلك في عام 1917م - كما هو مدون في الوثائق الرسمية - لكنّ ولادته الحقيقية كانت عام 1339هـ (1921م)، ونشأ فيها فقد توفي والده وهو في الثالثة من عمره 
تدرج في مراتب العلم إذ ابتدأ بتعلم قراءة القرآن الكريم في مكاتب تعليم القرآن الأهلية.
وتلقى العلم بطريقيه الأكاديمي والتقليدي مستفيدا من المشايخ والأساتذة العراقيين والمصريين، من أمثال الشيخ أمجد الزهاوي، والشيخ عبد القادر الخطيب، والشيخ نجم الدين الواعظ، والشيخ محمد محمود الصواف، والشيخ علي الخفيف، والشيخ محمد أبو زهرة، والشيخ حسن مأمون، والشيخ عبد الكريم الصاعقة.
بعد دراسته في الكتاب التحق بمدرسة الكرخ الابتدائية وأتمها ثم درس في (متوسطة الكرخ) وكانت الوحيدة في جانب الكرخ، وبعد أن أنهى هذه المرحلة الدراسية التحق ب (المدرسة الثانوية) وهي الوحيدة في بغداد آنذاك وكان فيها فرعان: الفرع الأدبي والفرع العلمي فاختار الفرع الأدبي وقضى فيه مدة سنتين وهي مدة الدراسة الثانوية آنذاك، وبعد تخرجه فيها وحصوله على شهادة (الثانوية) آثر أن يلتحق بمهنة التعليم الابتدائي لحاجة عائلته إلى كسبه فَعُيِّن في منتصف الثلاثينيات معلماً خارج بغداد في محافظة ديالى. مدة أربع سنوات قضاها في مدرسة أبي صيدا ثم في المقدادية، نقل بعدها إلى أحد مدارس بغداد الابتدائية للتدريس فيها وهي مدرسة المشاهدة ثم معلماً بمدرسة الكرخ الابتدائية. وفي سنة 1946م التحق بالدراسة المسائية في كلية الحقوق لأنه كانه موظفاً بالتعليم، وقد تخرج في كلية الحقوق في سنة 1950م وكان من الأوائل بين الناجحين في السنوات الأربعة في الدراسة في كلية الحقوق وقد حصل على درجة (ليسانس) في الحقوق بتقدير جيد
. ثم عُيِّن بعدها مديرا لثانوية النجيبية الدينية. 
ثم التحق بمعهد الشريعة الإسلامية في جامعة القاهرة ونال شهادة الماجستير بتقدير ممتاز.
ثم حصل على شهادة الدكتوراه من جامعة القاهرة سنة 1962 بمرتبة الشرف الأولى.

## المناصب

### المناصب التعليمية
- أستاذ الشريعة الإسلامية ورئيس قسمها في كلية الحقوق بجامعة بغداد سابقا
- وأستاذ الشريعة ورئيس قسم الدين بكلية الآداب بجامعة بغداد سابقا
- وأستاذ الشريعة بكلية الدراسات الإسلامية وعميدها سابقا
- أستاذ متمرس في جامعة بغداد
- أستاذ الشريعة الإسلامية بقسم الدراسات الإسلامية ودراسة الماجستير والدكتوراه بجامعة صنعاء حتى وفاته.
- أستاذاً بقسم الفقه وأصوله بجامعة الإيمان بصنعاء.
- رئيس قسم الدراسات الإسلامية في كلية الآداب بجامعة تعز

### المجامع العلمية
الدكتور عبد الكريم زيدان عضو العديد من المجامع العلمية الإسلامية منها:
- مجلس علماء الجامعة الإسلامية منذ السبعينيات،
- عضو مجلس المجمع الفقهي التابع لرابطة العالم الإسلامي منذ عام 2000،
- عضو مجلس المجمع الفقهي الإسلامي بجامعة الإيمان بصنعاء.

## مؤلفاته
له مؤلفات علمية كثيرة في مختلف الاختصاصات الشرعية والقانونية والفكرية والدعوية التي تم اعتمادها كمواد دراسية في العديد من الجامعات العربية والإسلامية.
| 1. أحكام الذميين والمستأمنين في دار الإسلام. 2. أصول الدعوة. 3. السنن الإلهية في الأمم والجماعات والأفراد في الشريعة الإسلامية. 4. القصاص والديات في الشريعة الإسلامية. 5. القيود الواردة على الملكية الفردية للمصلحة العامة في الشريعة الإسلامية. 6. الكفالة والحوالة في الفقه المقارن مع مقدمة في الخلاف وأسبابه. 7. المدخل لدراسة الشريعة الإسلامية. 8. المستفاد من قصص القرآن للدعوة والدعاة. 9. المفصل في أحكام المرأة والبيت المسلم في الشريعة الإسلامية (11 مجلد). 10. الوجيز في أصول الفقه. 11. الوجيز في شرح القواعد الفقهية. 12. علوم الحديث. 13. مجموعة بحوث فقهية معاصرة. 14. مجموعة بحوث فقهية. 15. موجز الأديان في القران. 16. نظام القضاء في الشريعة الإسلامية. 17. نظرات في الشريعة الإسلامية والقوانين الوضعية. 18. مختصر شرح العقيدة الطحاوية | 1. نظرية التجديد في الفكر الإسلامي. 2. إثبات الأهلة والمراصد الفكرية. 3. أثر القصود في التصرفات والعقود. 4. أثر تطبيق الشّريعة الإسلاميّة في تطهير المجتمع من شرور المسكرات والمخدرات. 5. الإضراب. 6. الدعوة في العصر الحاضر الواقع – والمعوقات – والحلول. 7. الديمقراطية ومشاركة المسلم في الانتخابات وعلاقة المسلم بالدولة غير الإسلامية. 8. حدود سلطة ولي الأمر فيما يأمر به وينهى عنه في قضايا النكاح وفرقه. 9. حكم عقد التأمين في الشّريعة الإسلاميّة. 10. دخول المسلم إلى دولة غير إسلامية والإقامة فيها. 11. ضريبة الدخل ومدى مشروعيتها في الدول الإسلامية المعاصرة. 12. مدى حق المرأة في إنهاء عقد النكاح بالخلع. 13. مدى مشروعية الضرائب التي تفرضها الدول على الأفراد. 14. الرق في الإسلام. 15. حقوق الأفراد في دار الإسلام. 16. حالة الضرورة في الشّريعة الإسلاميّة. 17. اللقطة وأحكامها في الشّريعة الإسلاميّة. 18. القتال والمقاتلون في الشّريعة الإسلاميّة. 19. الفرد والدولة في الشّريعة الإسلاميّة. 20. العقوبة في الشّريعة الإسلاميّة. 21. الشّريعة الإسلاميّة والقانون الدولي العام. 22. الاختلاف في الشّريعة الإسلاميّة. 23. الإيمان بالقضاء والقدر وأثره في سلوك الفرد. 24. أحكام اللقيط في الشّريعة الإسلاميّة. 25. أحكام الرضاعة في الشّريعة الإسلاميّة. 26. رعاية المصلحة في الشّريعة الإسلاميّة. 27. أحكام النية المجردة في الشّريعة الإسلاميّة. |

### برامجه الإذاعية
- كانت له عدة برامج في إذاعة القرآن الكريم من السعودية ومحاضرات ودرر مضيئة وجمهور واسع جدا.

## الجوائز التي حصل عليها
- منح جائزة الملك فيصل العالمية سنة 1417 هـ / 1997م في الدراسات الإسلامية التي تناولت مكانة المرأة في الإسلام بسبب تأليفه كتابه الموسوعي المفصل في أحكام المرأة والبيت المسلم في الشريعة الإسلامية.

## مكانته العلمية والدعوية

### هيئة علماء المسلمين
وصفته بأنه كان رمزاً من الرموز العلمية والفكرية في العالم الإسلامي، مؤكدة انه كان مدافعا بالكلمة الشجاعة عن حقوق الأمة الإسلامية وقضاياها العادلة، وحريصا على وحدة العراق ارضا وشعبا.

## وفاته
توفي يوم الإثنين 26 ربيع الأول 1435 هـ الموافق 27 يناير 2014م، في العاصمة اليمنية صنعاء عن عمر ناهز 97 عاما وما يقرب من قرن بالتقويم الهجري، نقل جثمانه إلى بغداد حيث دفن فيها وقام باستقباله عدد شخصيات دينية وسياسية وأرسلت الحكومة موفدها أيضا لاستقبال الجثمان، ودفن بمقبرة الكرخ الإسلامية.